# Sotto il segno della vittoria
Sotto il segno della vittoria è un film del 2018 diretto da Modestino Di Nenna.

## Trama
Romolo Abis è un giovane disabile sensibile intelligente e determinato che ha vissuto una vita fatta di violenza, soprusi e oppressione.

## Distribuzione
Il film è stato distribuito nelle sale cinematografiche italiane a partire dal 22 marzo 2018.